# Villamanrique de la Condesa
Villamanrique de la Condesa ist eine Gemeinde in der Provinz Sevilla in Spanien mit 4.677 Einwohnern (Stand: 2024). Sie liegt in der Comarca El Aljarafe in Andalusien. 

## Geografie
Die Gemeinde Villamanrique de la Condesa grenzt an Aznalcázar, Hinojos und Pilas.

## Geschichte
Der Ort war seit der tartessischen Zeit als Mures bekannt und behielt den Namen in der Zeit der Römer und Mauren. Er erhielt den heutige Namen 1916, zu Ehren der Prinzessin Maria Isabella von Orleáns und Borbón, Gräfin von Paris.

## Sehenswürdigkeiten
- Kirche Santa María Magdalena
- Palacio de Villamanrique